# Caderousse
Caderousse è un comune francese di 2 788 abitanti situato nel dipartimento della Vaucluse della regione della Provenza-Alpi-Costa Azzurra. Nel territorio comunale le acque del fiume Eygues confluiscono in quelle del Rodano.

## Società

### Evoluzione demografica
Abitanti censiti

## Amministrazione

### Gemellaggi
- Loffenau, dal 1985